# Peniocereus castellanosii
Peniocereus castellanosii là một loài thực vật có hoa trong họ Cactaceae. Loài này được (Scheinvar) Scheinvar mô tả khoa học đầu tiên năm 2004.